# Аттоев, Салих Харунович
Салих Харунович Аттоев (1934—1992) — балкарский советский колхозник, Герой Социалистического Труда (1966). Депутат Верховного Совета СССР (1970—1979).

## Биография
Родился в 1934 году в селе Безенги (ныне — Черекский район Кабардино-Балкарской Республики). По национальности балкарец.
В 1944 году вместе с семьёй был депортирован в Киргизскую ССР, где окончил неполную среднюю школу. Работал чабаном, с 1948 года – старшим чабаном колхоза «Новая жизнь».
С 1957 года, после реабилитации балкарцев, вернулся на родину. Работал старшим чабаном колхоза «Путь к коммунизму» Советского района Кабардино-Балкарской АССР (ныне – Черекского района Кабардино-Балкарской Республики). Вместе с учёными республики трудился над преобразованием местной грубошерстной породы овец и выведением высокопродуктивной мясо-шерстной породы.
Член КПСС с 1967 года. Депутат Совета Национальностей Верховного Совета СССР 8—9-го созывов (1970—1979) от Кабардино-Балкарской АССР. В Верховный Совет СССР 9 созыва избран от Урванского избирательного округа № 544 Кабардино-Балкарской АССР.
Жил в городе Нальчик. Умер в 1992 году.

## Награды
- Герой Социалистического Труда (22.03.1966) — за достигнутые успехи в развитии животноводства, увеличении производства и заготовок мяса, шерсти и другой продукции;
- два ордена Ленина (22.03.1966; 06.09.1973);
- орден Трудового Красного Знамени (08.04.1971);
- медали.

## Память
Имя С. Х. Аттоева носит одна из улиц села Хасанья городского округа Нальчик.